# معركة المدائن (الحرب العالمية الأولى)
معركة المدائن (بالإنجليزية: Battle of Ctesiphon)‏ (بالتركية: Selman-ı Pak Muharebesi)‏؛ هي معركة وقعت في مدينة المدائن في العراق في تشرين الثاني (نوفمبر) 1915 بين الإمبراطورية البريطانية والهند البريطانية من جهة ضد الأمبراطورية العثمانية من جهة أخرى ضمن حملة بلاد الرافدين من حملات الحرب العالمية الأولى.
استطاعت قوة الأستطلاع الهندية د، والتي تتألف في معظمها من وحدات هندية تحت قيادة الجنرال السير جون نيكسون، من تحقيق نجاحات في حملة بلاد الرافدين منذ انزالها في الفاو وذلك عقب إعلان الإمبراطورية العثمانية الحرب في 5 تشرين الثاني (نوفمبر) 1914.

أن أحد الأسباب الرئيسية لبدء حملة بلاد الرافدين هو الدفاع عن مصفاة النفط في عبدان في مصب شط العرب. وباعتماد سياسة الدفاع الاستباقية، خاض الجيش البريطاني بقيادة الجنرال تاونسند عدة معارك ضد سلسلة من القوات العثمانية الصغيرة. ثم بعد سنة من الهزائم المتواليه، تمكنت القوات العثمانية من وقف التقدم البريطاني بعد يومين من القتال العنيف في المدائن.

## مقدمة
تقع بلدة المدائن على الضفة الغربية لنهر دجلة في الصحراء العراقية، حوالي 380 ميلاً (610 كم) شمال البصرة وعلى بعد 40 ميلا (64 كم) شمال الكوت العمارة، و16 ميلا (26 كم) إلى الجنوب الشرقي من بغداد. وتمتاز بموقع دفاعي جيد حيث يُكون حولها نهر دجلة حلقة بطوله 6 اميال (9.7 كم). وفي البلدة هناك أنقاض وأثار عاصمة الإمبراطوريات البارثية والساسانية.

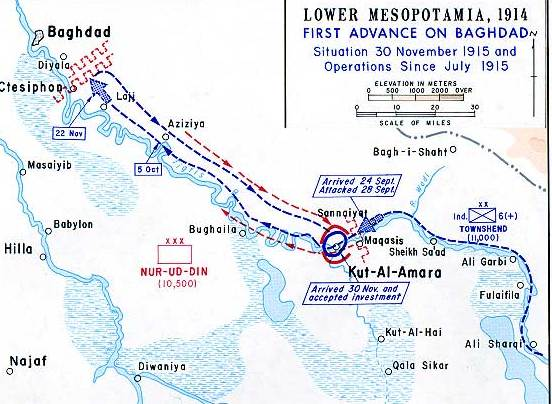
تقدم وانسحاب القوات البريطانية في المدائن 1915.

شكلت القوات العثمانية خطاً دفاعياً قوياً ومموهاً بصورة جيد من الخنادق عبر النهر. كان هناك خطين من الخنادق وكان هناك أيضا جدار قديم عالي يبلغ ارتفاعه 20 قدما (6.1 م) على بعد 3 أميال (4.8 كم) إلى الجنوب من خط الدفاع الرئيسي، اُستخدم للمراقبة من قبل القوات العثمانية.

تألفت القوات العثمانية من ما يقرب 18,000 رجالا و52 من البنادق. وكان القائد العام للجيش العثماني في بلاد الرافدين هو خليل باشا. بينما كان القائد العسكري الميداني لفترة التسعة أشهر التي سبقت المعركة هو العقيد نور الدين والملقب أيضا بنور الدين باشا، ولكن اعتبارا من تشرين الأول (أكتوبر) أصبح الجيش العثماني تحت قيادة البارون فون در غولتز، وهو جنرال ألماني معروف، ومؤرخ عسكري وعمل لمدة 12 سنوات في تجدد وتحديث الجيش العثماني. كان البارون فون دير غولتز كبيرا في السن لكنه كان خبير في الشؤون العسكرية، وكان لديه فهم عميق لنقاط القوة والضعف في الجيش العثماني.

الجنرال كولتز كان لايزال في طريقه إلى العراق وكان نورالدين هو المسؤول عن المعركة وعتقد البريطانيون انه لايزال القائد. وربما كان هذا عاملا رئيسيا في مجرى الأحداث حيث أعتمد البريطانيون –بناءا على خبراتهم السابقه- على مهارات نورالدين الضعيفة في القيادة.
كان تحت تصرف نور الدين أربعة فرق عسكرية. الفرقتان 35 و38 وكانتا ذات أغلبية عربية. الفرقة 38 قبل الحرب كانت متمركزة في البصرة، بينما كانت الفرقة 35 في الموصل. وكان لدى نور الدين أيضا الفرقتين 45 و51 واللتان تم تشكيلهما مؤخرا، وكانتا ذواتا غالبية تركية. وقد كانتا تتكونان من خليط من الجنود الفاعلين والاحتياط. مما يجعل مجموع القوات التركية تحت قيادة نورالدين 18,000 جندي مشاة.
بينما كانت القوات البريطانية تتألف من الفرقة السادسة (بونا)، والتي كان يبلغ قوامها حوالي 11,000 رجل. فيما تُركت بعض القوات البريطانية لحامية مدينة الكوت التي سيطرت عليها مؤخرا.
تقدم البريطانيون ببطئ بعد سيطرتهم على الكوت، ويرجع ذلك جزئيا إلى سوء الأحوال الجوية والأرض الرطبة وجزئيا إلى عدم رغبة تاونسند بمواصلة التقدم. ولكن القائد العام للقوات المسلحة البريطانية في المنطقة، الجنرال نيكسون، أمر تاونسند باحتلال بغداد. لذلك، أكمل مسيرته صعودا بمحاذاة نهر دجلة.

## خطة الهجوم البريطانية
كانت خطة تاونسند للهجوم هي فصل قواته إلى أربعة أقسام، ثلاثة أقسام مكونة من المشاة والتي أطلق عليها A، B، C كان من المقرر لها ان تشن هجوم أمامي مباشر على نقاط عدة مختلفة من الخطوط العثمانية. أما الجزء الأخير والذي إطلق عليه بالقسم الطائر تكون من مزيج من سلاح الخيالة والمشاة وكان من المفترض أن يتأرجح حول الجبهة اليسرى للخطوط العثمانية. كما كان من المقرر ان يُدعم الهجوم من قبل اثنين من الزوارق النهرية البريطانية.

## خطة الدفاع العثمانية
كان لدى العقيد نور الدين أكثر من 55 يوما لإعداد دفاعاته وقامت قواته بترتيب الدفاعات بشكل جيد. قام بنشر قواته في تشكيل على شكل حرف L. شغلت الفرقة 38 الجزء الطويل من حرف ال L. بينما أمسكت الفرقة 45 الجديدة والمشكلة حديثا الجزء الأكثر ضعفا في الخط الدفاعي وهو الساق الصغير من الشكل L على اليسار، مع فوج واحد في الخنادق الامامية واثنان في الاحتياط. كانت هناك 12 نقطة قوية على طول خط الخندق الأول، وخط ثاني متكامل من الخنادق لتتراجع إليه القوات. وفي الاحتياطي العام كانت الفرقة 51 المخضرمة. فيما كانت الفرقة 35 عبر النهر. بينما تمركزت المدفعية العثمانية في الوسط حيث يمكنا أن تدعم الجبهة اليسرى أو الجزء الأوسط من الخط الدفاعي. أُمرت المدفعية لاطلاق النار أولا على الزوارق الحربية البريطانية، وأن تحول بعد ذلك النار لدعم القوات العثمانية.

## المعركة
كانت غاية تاونسند أن يكرر نجاحه في معركة السنية، فأمر قواته بالمسير ليلا في الساعات الأخيرة من ليلة 21 تشرين الثاني (نوفمبر) 1915، بهدف بدء الهجوم فجر يوم 22 تشرين الثاني (نوفمبر)، ووقع الهجوم في الوقت المحدد ولكن نظرا لحالة الأرض السيئة على الضفة الغربية من النهر انتهى الأمر بالبريطانيين بالهجوم على المواقع الأقوى والأكثر تحصينا في الضفة الشرقية.
كان من المفترض أن يتم أسناد تقدم القوات البريطانية بواسطة الزوارق الحربية الا أن شيئين حالا دون ان تصبح الزوارق الحربية عاملا أساسيا في المعركة، الأول قيام المدافع العثمانية بأطلاق النار عليها من الضفة الغربية، والثاني أن النهر كان ملغما على نطاق واسع مع وجود العديد من العوائق النهرية جعلت الملاحة في نهر دجلة صعبة جدا.
في بداية المعركة، القسم C من القوات البريطانية، والذي كان الأقرب إلى ضفة النهر تعرض لنيران كثيقة من الأسلحة الخفيفة والمدفعية وفشل في الوصول إلى الخط الأول من الخنادق. القسم A، في الوسط، توقف أيضا قبل الوصول إلى خط الخنادق.
على اليمين، أستطاع القسم B (والمكون أساسا من البنجاب والكورخى (جنود من النيبال)) من بلوغ الخط الأول من الخنادق، وأجبر القوات العثمانية على التراجع وقام بملاحقة القوات العثمانية المتراجعه نحو الخط الثاني من الخنادق. استدعى العقيد نور الدين أفواج الاحتياط من الفرقة 45 وجلب الفرقة 35 الغير مشتركة بالقتال من الجانب الآخر من النهر لتعزيز خطوطه، مما أدى إلى ايقاف هجوم القوات البريطانية الهندية.
ثم أمر تاونسند القسم C بالتراجع، ومحاولة استغلال الاختراق. وكانت هذه الحركة صعبة نوعا ما، ومما زاد من صعوبة المهمة إطلاق النار من قبل القوات العثمانية بأتجاه الجبهة التي يتواجد بها هذا القسم. وفي الوقت نفسه تعثر القسم الطائر في قتال ضد الخيالة التركية والعربية. هنا أستدعى نور الدين مرة أخرى قواته الاحتياطية، في هذه المرة الفرقة 51، وبمجهود كبير، لوقف هجوم تاونسند.
وبحلول نهاية اليوم استولت الفرقة 6 (بونا) على الخط الأول من الخنادق، ولكن القوات البريطانية كانت قد تكبدت خسائر فادحة. القوات العثمانية أيضا تلقت خسائر فادحة ولكنها حافظت على مواقعها.

### اليوم الثاني
في اليوم الثاني، حاول تاونسند الاختراق مرة أخرى، مدعوما بهجوم من الجناح. الا ان القوات العثمانية أوقفته مرة أخرى. ثم قامت القوات العثمانية بهجوم معاكس على المواضع البريطانية بواسطة كل القوى المتاحة. كان القتال ضاريا، ولكن الخط البريطاني ظل صامدا. كلا الجيشين تكبد خسائر فادحة وكانت كل القوات قد تحملت يومين من القتال العنيف وارهقت.
كانت القوات العثمانية قد فقدت 6,188 قتيل وجريح. حيث خسرت الفرقة 51 تقريبا 12% من قوتها، وخسرت الفرقة 35 تقريبا 25٪، بينما خسرت الفرقة 45، والتي تحملت العبء الأكبر من الهجمات البريطانية، 65% من قوتها.

### اليوم الثالث
في 24 تشرين الثاني، أمر كلا من القائدين قواته بالانسحاب. في الجانب البريطاني، استنتج تاونسند انه يحتاج إلى التراجع بسبب ان خسائره كانت كبيرة جدا لمواصلة جهوده الرامية إلى أحتلال بغداد. بينما أستنتج العقيد نور الدين أيضا انه مضطر إلى التراجع بسبب الخسائر الفادحة. لكن عندما أدرك ان الإنجليز يتراجعون، أمر جيشه بالألتفاف وأرسله لملاحقة القوات البريطانية-الهندية.

## نتائج المعركة
تعرضت الفرقة السادسة (بونا) لمعدل إصابات بلغ 40٪، بفقدان نحو 4,600 جندي. وكان الجنود مرهقين من القتال العنيف طيلة اليومين الماضيين، وكانت القوة الفعالة تتألف من حوالي 8,500. لذلك قرر تاونسند أن الانسحاب إلى الخلف نحو بلدة الكوت كان ضروريا لإعادة بناء قوة جيشه.
بينما كانت القوات العثمانية قد تكبدت خسائر تقدر ب 6,188 جندي، ولكن كان لديهم خطوط إمداد قصيرة وكانوا قادرين على الحصول على تعزيزات من بغداد والمحافظات الشمالية. عندما علم العقيد نور الدين أن البريطانيين يتراجعون أيضا، استدار بجيشه وطارد القوات البريطانية. القوات العثمانية تحت قيادة نور الدين لاحقت البريطانيين إلى الكوت.
كشفت معركة المدائن وتداعياتها عن نقطة ضعف رئيسية عند البريطانيين في هذه الحملة: الا وهي خطوط الإمداد غير كافية. حيث عانى الجنود البريطانيون من قلة التجهيزات، وكان هناك نقص في العاملين بالسلك الطبي نظرا لعدد القوات ومعدل الإصابات (سواء من المعركة أو الأمراض). في الحملة اللاحقة والتي أدت إلى سقوط بغداد على يد الجنرال مود، تم التعامل مع الخدمات اللوجستية بصورة أفضل بكثير.
أثبتت المعركة أيضا أن الجيش العثماني يمكنه القتال جيدا من تلقاء نفسه. حيث إن العقيد نور الدين أخذ جيشا كان قد تعرض للهزيمة عدة مرات، ووضعه في موضع دفاعي مُعد بعناية، ونجح بصد القوات البريطانية والهندية، فعل ذلك دون أي من المستشارين الألمان.